# 利普恰尼夫卡
49°20′0″N 37°19′22″E / 49.33333°N 37.32278°E
利普恰尼夫卡（烏克蘭語：Липчанівка）是位於烏克蘭東部的村莊，由哈爾科夫州伊久姆區的昆葉市鎮負責管轄。該村處於莫克里伊久梅齊河左岸，分別距離費多里夫卡2公里和奇斯托沃季夫卡3公里，面積1.84平方公里，海拔高度91米，2001年人口976。